# Ligue maritime de Calaurie
 (août 2024).
Si vous disposez d'ouvrages ou d'articles de référence ou si vous connaissez des sites web de qualité traitant du thème abordé ici, merci de compléter l'article en donnant les références utiles à sa vérifiabilité et en les liant à la section « Notes et références ».
La ligue maritime de Calaurie serait une amphictyonie durant l'époque archaïque, selon Strabon (VIII, 6, 14). Centrée sur Calaurie, elle aurait regroupé diverses cités : Hermione, Épidaure, Égine, Athènes, Nauplie, Brysées et Orchomène. Aucune preuve archéologique ne vient corroborer le texte du géographe.